# Dniproenergo
Dniproenergo (en ukrainien: Дніпроенерго) est une entreprise ukrainienne du secteur énergétique et faisant partie de l'indice PFTS, le principal indice de la bourse de Kiev. Dniproenergo est une filiale de la Compagnie d'Énergie d'Ukraine.